# C6H11ClO2
化学式C6H11ClO2（摩尔质量：150.6 g/mol）可能指：
- 氯乙酸叔丁酯，CAS号：107-59-5
- 氯乙酸异丁酯，CAS号：13361-35-8
- 氯乙酸仲丁酯，CAS号：17696-64-9
- 氯乙酸正丁酯，CAS号：590-02-3
- 氯甲酸新戊酯，CAS号：20412-38-8
- 氯甲酸正戊酯，CAS号：638-41-5

|  | 这个同类索引页列出了具有相同分子式的化学物（即同分異構體）条目。 除非您是有意链接至本页，否则应将相应条目的内部链接指向正确的条目。 |